# Stoeba extensa
Stoeba extensa är en svampdjursart som beskrevs av Arthur Dendy 1905. Stoeba extensa ingår i släktet Stoeba och familjen Pachastrellidae. Inga underarter finns listade i Catalogue of Life.